# Polypterus ornatipinnis
Polypterus ornatipinnis е вид лъчеперка от семейство Polypteridae. Видът не е застрашен от изчезване.

## Разпространение
Разпространен е в Ангола, Демократична република Конго, Камерун, Танзания и Централноафриканска република.

## Описание
На дължина достигат до 60 cm.